# Pass d’Ela
Der Pass d’Ela ⓘ (rätoromanisch ela, ala aus dem lateinischen ala für ‚Flügel‘) ist ein Alpenpass im Schweizer Kanton Graubünden. Mit einer Scheitelhöhe von 2724 m ü. M. verbindet er über die Val d’Err und die Val Spadlatscha das Oberhalbstein mit dem Albulatal. Der Pass befindet sich zwischen dem Piz Ela im Osten und dem Cotschen im Westen.

## Lage und Umgebung

Die Bergüner Stöcke mit Pizza Grossa, Piz Mitgel, Tinzenhorn und Piz Ela (v.l.n.r), aufgenommen vom Piz Val Lunga. Der Pass d’Ela befindet sich vor dem Tinzenhorn.

Der Pass d’Ela gehört zu den Bergüner Stöcken, einer Untergruppe der Albula-Alpen. Über den Pass verläuft die Gemeindegrenze zwischen Surses und Bergün Filisur. Der Pass d’Ela wird im Süden durch die Val d’Err, einem Seitental vom Oberhalbstein, und im Norden durch die Val Spadlatscha, einem Seitental des Albulatals, eingefasst. Er verbindet den Piz Ela (3339 m) im Osten mit dem Cotschen (2821 m) im Westen.
Südlich des Pass d’Ela befinden sich drei oft besuchte Bergseen: Der Lai Grond, der Lai Mort und ein namenloser See.
Der Pass liegt mitten im Parc Ela, einem 2006 eröffneten 600 Quadratkilometer grossen Naturpark.
Talorte sind Tinizong und Filisur. Häufige Ausgangspunkte sind die Ela-Hütte (2252 m) in der Val Spadlatscha sowie Pensa (1673 m) in der Val d’Err.

## Routen zum Pass

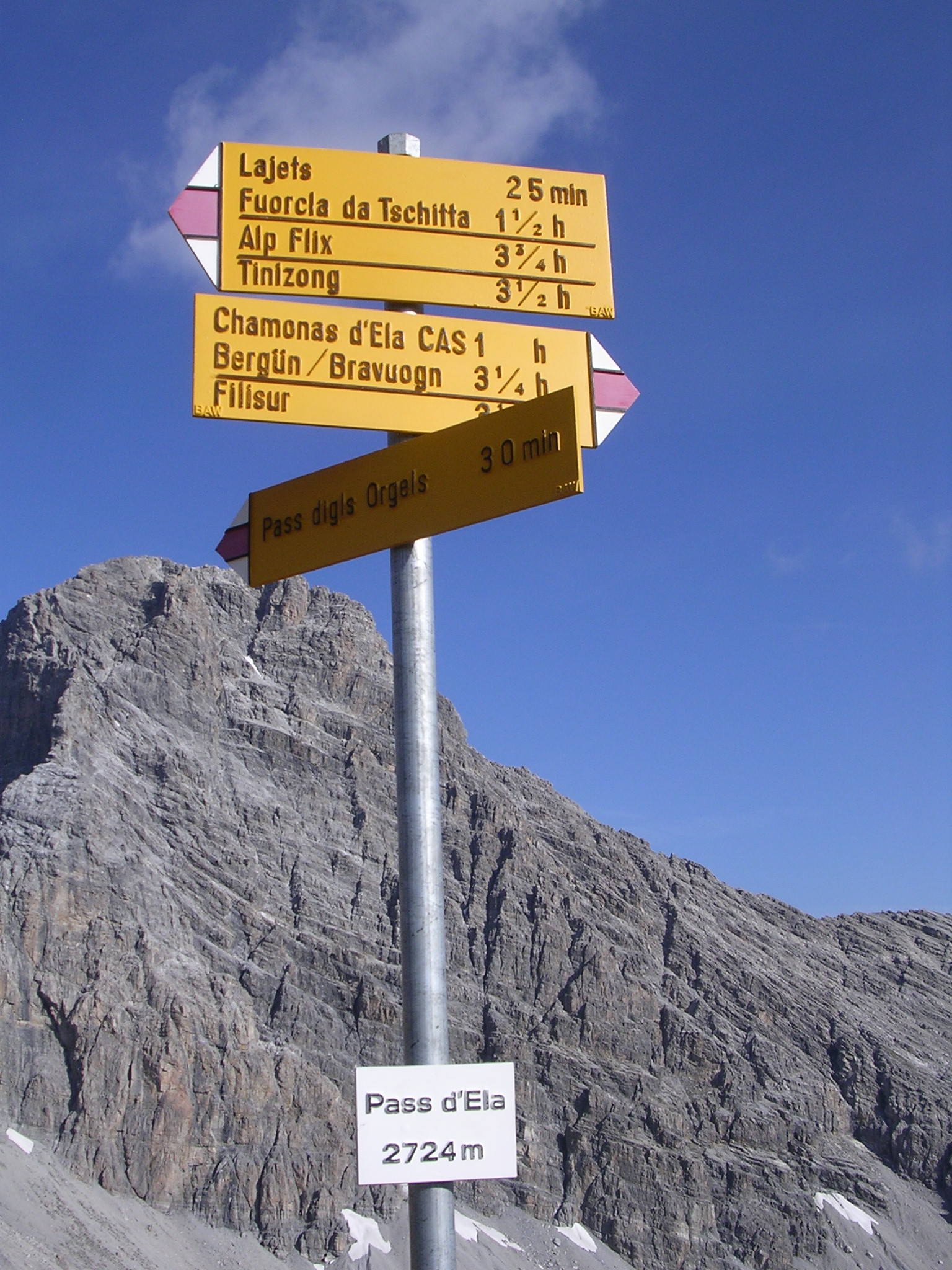
Wegweiser auf dem Pass d'Ela.

Der Pass wird nicht nur beim Übergang von Norden nach Süden begangen. Wanderwege führen auch nach Westen über den Cotschen (2821 m) zum Pass digls Orgels (2699 m) sowie nach Osten zur Fuorcla da Tschitta. Die Alpstrasse von Tinizong in die Val d’Err nach Pensa ist für den allgemeinen Motorfahrzeugverkehr gesperrt. Ein Wanderbus fährt jedoch dienstags sowie freitags nach Pensa.

### Ela-Rundtour
Eine sehr bekannte Wanderung bzw. Skitour für weniger geübte Berggänger ist die Ela-Rundtour. Die zweitägige Tour beginnt in Bergün/Bravuogn (1367 m) oder Filisur (1032 m) und führt am ersten Tag zur Ela-Hütte (2252 m). Am zweiten Tag führt die Tour über den Pass d'Ela (2724 m), vorbei an drei Bergseen (ein namenloser See, Lai Mort und Lai Grond) zur Fuorcla da Tschitta (2830 m) und dann nach Preda (1789 m). Die Tour dauert 3½ - 4½ h am ersten und 5 h am zweiten Tag und ist von der Schwierigkeit B.

### Von der Ela-Hütte
- Ausgangspunkt: Filisur (999 m), Bergün/Bravuogn (1373 m) oder Ela-Hütte (2252 m)
- Schwierigkeit: B, als Wanderweg weiss-rot-weiss markiert
- Zeitaufwand: 5 Stunden von Filisur, 4½ Stunden von Bergün/Bravuogn oder 1½ Stunden von der Ela-Hütte

### Durch die Val d’Err
- Ausgangspunkt: Tinizong (1232 m)
- Via: Tgant Pensa, Alp Viglia (1974 m), Lai Mort (2603 m)
- Schwierigkeit: B, als Wanderweg weiss-rot-weiss markiert
- Zeitaufwand: 4½ Stunden (3½ Stunden von Pensa)

### Vom Pass digls Orgels
- Ausgangspunkt: Pass digls Orgels (2699 m)
- Via: Cotschen (2821 m)
- Schwierigkeit: B, als Wanderweg weiss-rot-weiss markiert
- Zeitaufwand: ½ Stunde
- Bemerkung: Routen zum Pass digls Orgels sind im Artikel Pass digls Orgels aufgeführt.

### Über die Fuorcla da Tschitta
- Ausgangspunkt: Preda (1789 m) oder Naz (1747 m)
- Via: Fuorcla da Tschitta (2831 m), Lai Grond (2594 m), Lai Mort (2603 m)
- Schwierigkeit: B, als Wanderweg weiss-rot-weiss markiert
- Zeitaufwand: 4½ Stunden von Preda oder 4¼ Stunden von Naz (1¼ Stunden von der Fuorcla da Tschitta)

## Galerie

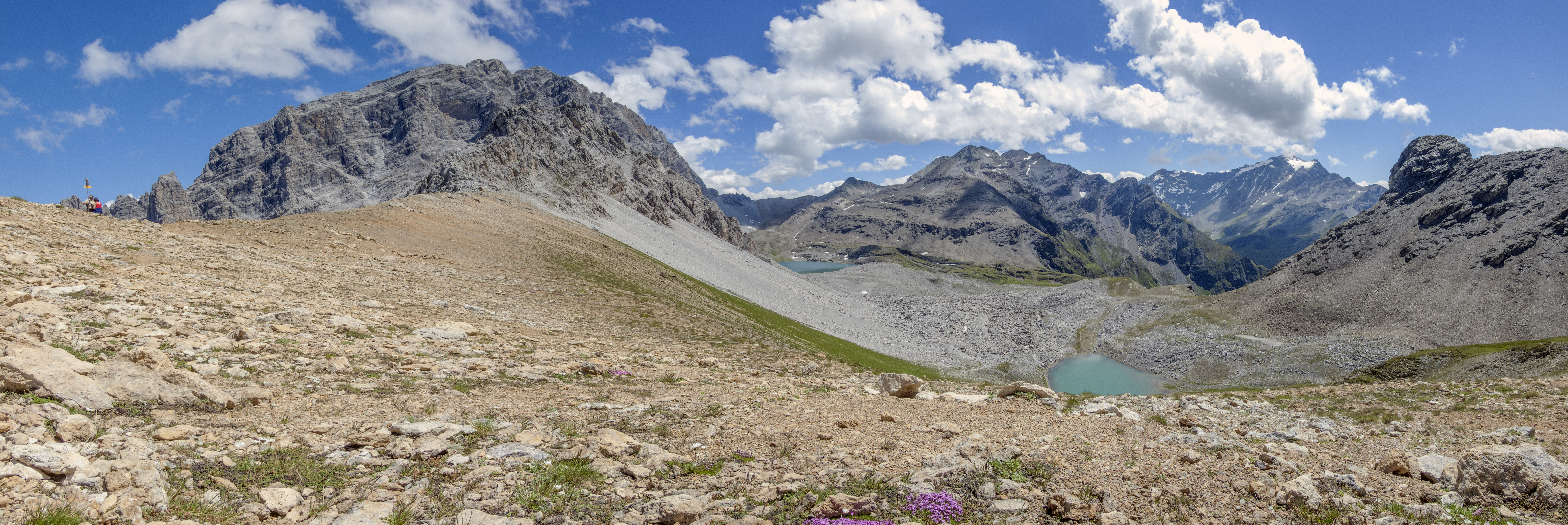
Blick vom Pass d’Ela auf den Kessel Laiets.
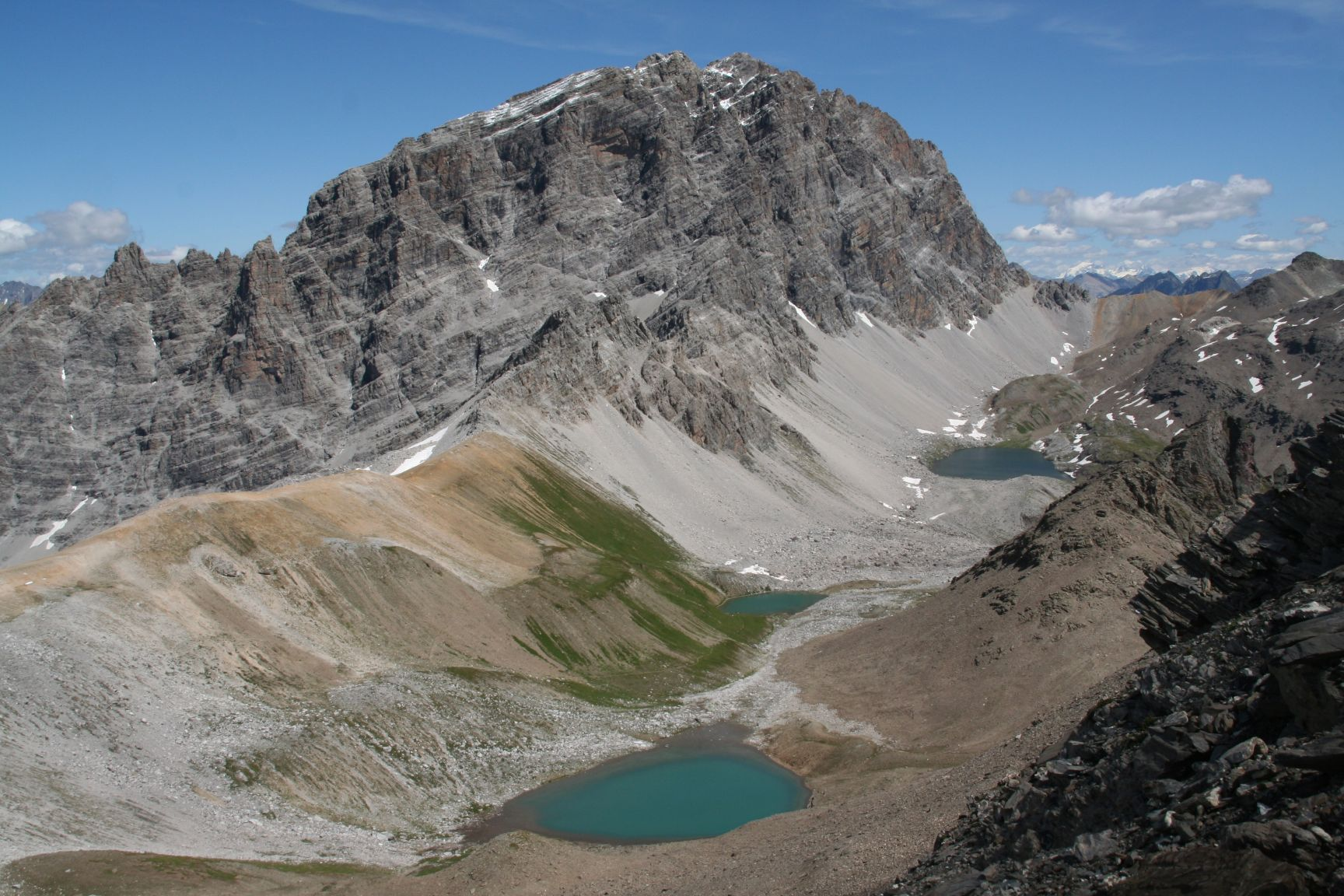
Blick von der Pizza Grossa (2939 m) über den Pass d’Ela zum Piz Ela (3339 m).